# Bajar es lo peor
 Bajar es lo peor es una película de Argentina filmada en colores dirigida por Leyla Grünberg según su propio guion escrito en colaboración con Mariana Erijimovich y Santiago Fernández Calvete sobre la novela homónima de Mariana Enríquez, que no tuvo estreno comercial y se exhibió en abril de 2002 en el Buenos Aires Festival Internacional de Cine Independiente. Tuvo como actores principales a Román Martino, Enrique Alguibay,
Danilo Devizia y Cristina Banegas.

## Sinopsis
Narval no tiene nada ni a nadie, en una discoteca conoce a un taxiboy cuya belleza es admirada por quienes lo conocen, incluida Carolina que cree estar enamorada.

## Reparto
Participaron del filme los siguientes intérpretes:
- Román Martino
- Enrique Alguibay
- Danilo Devizzia
- Cristina Banegas
- Belén Blanco
- Lautaro Delgado Tymruk
- Mosquito Sancinetto
- Luciano Leyrado

## Comentarios
Daniel Castelo en el sitio web Zonafreek.com opinó:

“Especie de retrato trash de la juventud porteña acyual, con tantos estereotipos como no se veían en el cine local desde el triunfal estreno de Tango feroz a principios de los 90’.